# The James Bond Theme

The James Bond Theme è il tema principale della serie dei film di James Bond ed è stato utilizzato in tutti i film di Bond, a partire da Dr. No del 1962. Composto in mi minore da Monty Norman e orchestrato da John Barry, il brano è stato definito "Il suono di un'icona senza tempo".
Ha accompagnato due volte i titoli di testa, come parte del medley che apre Dr. No e poi di nuovo nei titoli di testa di Dalla Russia con amore. È stata utilizzata anche per i titoli di coda di Dr. No, Dalla Russia con amore, Operazione tuono, Al servizio segreto di Sua Maestà, Il mondo non basta, Casino Royale, Quantum of Solace, Skyfall e Spectre.
The James Bond Theme fu registrato per la prima volta il 21 giugno 1962, con una formazione orchestrale che includeva cinque sassofoni, nove ottoni, una chitarra solista e una sezione ritmica . Il riff di chitarra, ascoltabile nella versione originale fin dalle prime battute, è stato ideato e suonato da Vic Flick su una chitarra inglese Clifford Essex Paragon Deluxe del 1939, collegata a un amplificatore Fender Vibrolux. Flick ricevette per il suo contributo (che ha caratterizzato il tema che ha accompagnato la saga di tutti i film di James Bond)un compenso una tantum di 6 sterline.

## Riconoscimenti
La registrazione del tema realizzata da "The John Barry Seven and Orchestra" del 1962 ha ricevuto il Grammy Hall of Fame Award nel 2019.
Sono oltre 70 le cover incise da svariati artisti tra cui Count Basie, Glen Campbell, Hank Marvin e nel 1997 dal musicista-produttore Moby, con una versione EDM intitolata James Bond Theme (Moby's Re-Version). 

## Crediti

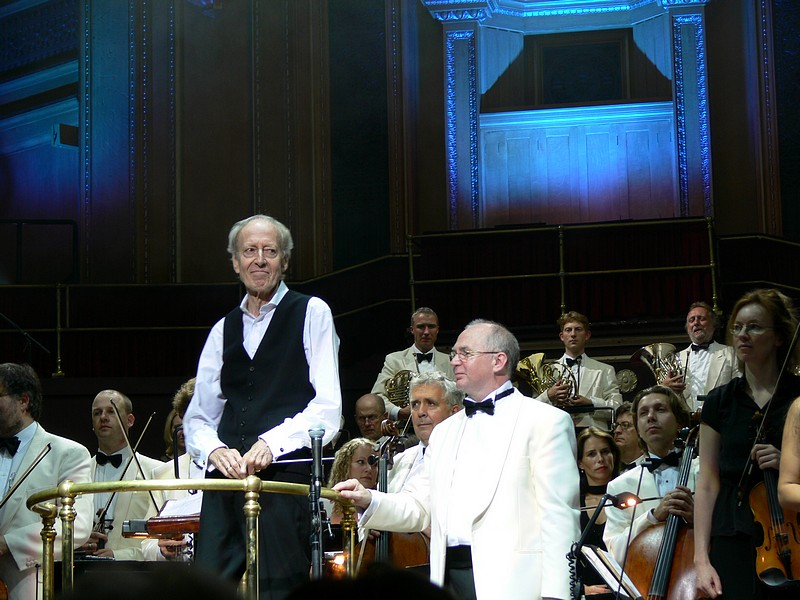
John Barry alla Royal Albert Hall

- Orchestra: The John Barry Seven and Orchestra
- Eric Rogers: direzione d'orchestra
- John Barry: arrangiamenti, orchestrazione
- Burt Rhodes: orchestrazione
- John Scott: sassofono
- Vic Flick: chitarra elettrica